# Jacek Olter
Jacek Olter właśc. Jacek Tomaszewicz (ur. 19 stycznia 1972 w Pile, zm. 6 stycznia 2001 w Gdańsku) – polski muzyk jazzowy, perkusista, związany ze środowiskiem yassu.
Współpracował m.in. z zespołami Miłość, Kury, Łoskot, Trupy, NRD, The Users i Groovekojad, z Janem „Ptaszynem” Wróblewskim czy Adamem Pierończykiem.

## Życiorys
Szkołę muzyczną I stopnia ukończył w rodzinnej Pile. Od 1990 mieszkał w Gdańsku, gdzie rozpoczął naukę w szkole muzycznej II stopnia i poznał trójmiejskich muzyków yassowych. W 1993 razem z Olem Walickim i Leszkiem Możdżerem nagrali muzykę Zbigniewa Preisnera do filmu Louisa Malle’a Skaza.
Przez ostatnie cztery lata życia Jacek Olter cierpiał na chorobę maniakalno-depresyjną. Zginął śmiercią samobójczą i został pochowany na pilskim Cmentarzu Komunalnym.
W 2006 została wydana płyta Jacek Olter, zawierająca nowe utwory powstałe w oparciu o archiwalne ścieżki perkusyjne Oltera, wykonywane z udziałem kilkudziesięciu różnych artystów. Płyta DVD zawiera również film dokumentalny Olter.

## Dyskografia
- Trupy Songs for Genpo
- NRD Sport i religia
- Słodki Całus Od Buby „Czarna”
- Mikołaj Trzaska Cześć, cześć, cześć
- Łoskot Koncert w Mózgu
- Kury Kablox-niesłyna histaria
- Kury P.O.L.O.V.I.R.U.S.
- Kury Napijmy się oleju
- Kury Na żywo w Pstrągu
- Mazzoll & Arhythmic Orchestra Single One
- The Users Nie idź do pracy
- Adam Pierończyk Trio Few Minutes in the Space
- Leszek Możdżer / Adam Pierończyk Anniversary Concert for Hestia
- Leszek Możdżer Sextet Talk to Jesus
- Jan Ptaszyn Wróblewski Made in Poland
- Piotr Baron Trio Take One
- Maciej Sikała Trio Blue Destinations
- Kury and DJ Scissorkicks 100 lat undergroundu
- Jacek Olter i 50 artystów Jacek Olter

## Filmografia
- „Olter” (mat. archiwalne, 2004, film dokumentalny, reżyseria: Krystian Matysek)
- „Miłość” (mat. archiwalne, 2012, film dokumentalny, reżyseria: Filip Dzierżawski)